# 板坂耀子
板坂 耀子（いたさか ようこ、1946年 - ）は、日本の国文学者、作家。専門は日本近世文学。福岡教育大学名誉教授。

## 略歴
大分県生まれ。九州大学文学部国文科卒、1975年同大学院文学研究科博士課程修了。1994年「江戸の旅と文学」で文学博士。熊本短期大学講師、愛知県立女子短期大学助教授を経て、福岡教育大学教授。2010年退職、名誉教授。
近世紀行文が専門。1971年「復讐」で集英社の第4回小説ジュニア新人賞佳作となり、小説も書いた。板坂元の姪にあたる。

## 著書
- 『かげりゆく光の中で』集英社文庫コバルト 1979
- 『従順すぎる妹』丸善名古屋出版サービスセンター（私家版）（鳩時計文庫）1982
- 『江戸を歩く 近世紀行文の世界』葦書房 1993
- 『江戸の旅と文学』ぺりかん社 1993
- 『江戸の女、いまの女』葦書房 1994
- 『江戸の旅を読む』ぺりかん社 2002
- 『動物登場』弦書房 2004
- 『平家物語 あらすじで楽しむ源平の戦い』中公新書 2005
- 『私のために戦うな』弦書房 2006
- 『集団内の役割分担 文学作品のパターンに見る』花書院（金時計文庫）2007
- 『江戸の紀行文　泰平の世の旅人たち』中公新書 2011
- 『いらいらもいろいろ』dynamis life 2019
- 『断捨離狂騒曲』文芸社 2019
- 『断捨離乱れ箱』文芸社 2020
- 『断捨離停車駅（電子書籍版）』dynamis life 2020
- 『断捨離展望台（電子書籍版）』dynamis life 2020
- 『断捨離潜水艦（電子書籍版）』dynamis life 2020
- 『断捨離飛行艇（電子書籍版）』dynamis life 2020
- 『お買い物と文学（電子書籍版）』dynamis life 2021
- 『水の王子 5「村に」（電子書籍版）』dynamis life 2022
- 『水の王子 5「村に」（書籍版）』dynamis life 2023
- 『水の王子 6・7「山が / 空へ」（書籍版・電子書籍版）』dynamis life 2024
- 『水の王子 8・9・10「畑より / 町で / 丘なのに」（書籍版・電子書籍版）』dynamis life 2024
- 『水の王子 11・12・13「湖よ / 川も / 渚なら」（書籍版・電子書籍版）』dynamis life 2024
- 『水の王子 14・15「岬まで / 沖と」（書籍版・電子書籍版）』dynamis life 2024
- 『砂と手 1「ローマ」（書籍版）』dynamis life 2024
- 『砂と手 2「戦友」（書籍版）』dynamis life 2025
- 『砂と手 3「皇女」（書籍版）』dynamis life 2025
- 『砂と手 4「アフリカ」（書籍版）』dynamis life 2025
- 『砂と手 5「コロセウム」（書籍版）』dynamis life 2025
- 『砂と手 6「家」（書籍版）』dynamis life 2025
- 『砂と手 7「季節」（書籍版）』dynamis life 2025
- 『砂と手 8「予言」（書籍版）』dynamis life 2025
- 『砂と手 シリーズ1～8（電子書籍版）』dynamis life 2025
- 『馬の中　其の壱「炎」（書籍版）』dynamis life 2025
- 『馬の中　其の弐「風」（書籍版）』dynamis life 2025

### 編纂など
- 『江戸温泉紀行』平凡社東洋文庫 1987
- 『近世紀行集成』国書刊行会（叢書江戸文庫）1991
- 『新日本古典文学大系 98 東路記・己巳紀行』貝原益軒（校注）岩波書店 1991
- 『近世紀行文集成』第1-2巻 葦書房 2002

## 論文
- 板坂耀子